# 春乃いろは
春乃 いろは（はるの いろは）は日本の女性声優。主にアダルトゲームの登場人物を演じている。

## 人物
2010年より活動している。出演作品のうち最も早く発売されたのはφâgeの『シェイプシフター』（2010年1月発売）だが、デビューしたのはBaseSonの『真・恋姫†無双 〜萌将伝〜』（2010年7月発売）であり、この作品で初めてHシーンを演じた。好きなゲームライターは瀬戸口廉也や丸戸史明、山田一など。休日にはゲームをすることが多く、自宅で映画を見ることもある。

## 出演作品

### アダルトゲーム
2010年
- シェイプシフター（山瀬 里加）
- 真・恋姫†無双 〜萌将伝〜（李典）

2011年
- 君がいた季節（高田）

2013年
- ゆめこい 〜夢見る魔法少女と恋の呪文〜（ミイ）
- 戦国†恋姫〜乙女絢爛☆戦国絵巻〜（長尾 美空 景虎）

2014年
- 世界と世界の真ん中で（月舘 美紀）
- 晴のちきっと菜の花びより（小原 花梨）

2015年
- 真・恋姫†英雄譚2 〜乙女艶乱☆三国志演義［魏］〜（李典）
- QUINTUPLE☆SPLASH（守谷 亜美）

2016年
- キミトユメミシ（柊 真里奈）
- ウィザーズコンプレックス（竜胆 ほのか）
- 戦国†恋姫X〜乙女絢爛☆戦国絵巻〜（長尾 美空 景虎）

2017年
- 月影のシミュラクル -解放の羽-（如月零、如月紅）
- 彼女と俺の恋愛日常 (赤峰 しずか)
- ゆらめく心に満ちた世界で、君の夢と欲望は叶うか（天鳥 すみれ）
- アイよりアオい海の果て（東森 サンゴ）
- ニュートンと林檎の樹（エミー・フェルトン）

2018年
- 縁りて此の葉は紅に（稜未 小乃葉）
- 未来ラジオと人工鳩（月見里 水雪）
- 乙女が結ぶ月夜の煌めき（塔矢 優紀）
- 出会って5分は俺のもの! 時間停止と不可解な運命（山吹 ノア）
- ぱらだいすお～しゃん（リルフィリム＝ベルゲン）
- メルキス（宮森 ゆず）

2019年
- 乙女が結ぶ月夜の煌めき -Fullmoon Days-（塔矢 優紀）
- Eスクールライフ（花園 瑛美）
- 僕の未来は、恋と課金と。～Charge To The Future～（間原 汐里）
- 流星ワールドアクター（薄野 珠子）
- ネコ神さまと、ななつぼし-妹の姉-（鈴白 咲妃）
- シャイニー・シスターズ 〜女装主人公アイドルプロジェクト〜（塔矢 優紀）

2020年
- 白昼夢の青写真（有島 祥子、松風 梓姫）

2021年
- ごほうしアクマとオシオキてんし（ルシエラ＝ヴァルヘイム＝メルヴェーラ）
- LoveKami -Pureness Harem-（静森 カエデ）
- まどひ白きの神隠し (高乃 椎凪)
- 流星ワールドアクター Badge & Dagger（薄野 珠子）
- 星の乙女と六華の姉妹（茉莉花 華恋）

2022年
- 戦国†恋姫EX壱 ～奥州の独眼竜編～（長尾 美空 景虎）
- フタマタ恋愛（信田 結愛）
- 真・恋姫†英雄譚 4 ～乙女耀乱☆三国志演義［呉］～（李典）
- フタマタ恋愛 瑠衣＆宮子ミニアフターストーリー（信田 結愛）
- サメと生きる七日間（眼深 真瑠璃）
- フタマタ恋愛 結愛＆煌ミニアフターストーリー（信田 結愛）

2023年
- 真・恋姫†英雄譚5 ～乙女耀乱☆三国志演義［魏］～（李典）
- 猫忍えくすはーとSPIN!（藤花）

2024年
- 猫忍えくすはーとSPIN! LOVE+PLUS（藤花）

2025年
- 猫忍えくすはーとSPIN!2（藤花）

### アダルトアニメ
- XL上司。（2019年、渡瀬咲[7]） - 完全版
- オオカミさんは食べられたい（2020年、大神ひな子[8]）
- エタニティ 〜深夜の濡恋ちゃんねる♡〜（丸山里美[9]） - デラックス♡版
- よあそびぐらしっ!（2024年、相川）

### オンラインゲーム
- UNITIA 神託の使徒×終焉の女神（ウェイン）
- 星彩のアステルマキナ 開発中止（ゲヌビ）[10]
- ティンクルスターナイツ（アニマ,サラン,フラン）

### オーディオドラマ
- ダキカノ 3rdシーズン Vol.5（2020年、藤宮 すずか)

### CD
- 10th anniversary ensemble OP festival（シャイニー・シスターズ[メンバー 1]）